# Limes arabicus
El Limes Arabicus era una frontera de l'Imperi Romà, principalment a la província d'Aràbia Pètria. S'estenia des del nord-est al Golf d'Àqaba uns 1.500 km en el seu punt màxim, fins a arribar al nord de Síria. Formava part del sistema romà de limes, més ampli, i tenia diverses fortificacions i torres de vigilància.
El motiu de construcció d'aquest "limes" defensiu era protegir la província romana d'Aràbia dels atacs de tribus bàrbares del desert de la Península aràbiga. Es discuteix quin era el propòsit principal del Limes Arabicus; es podria haver construït tant per defensar-se d'atacs àrabs com per protegir les rutes comercials de lladres.
Al costat del Limes Arabicus, l'emperador Trajà hi va construir una carretera important, la Via Traiana Nova, que anava des de Bosra fins a Aila al Mar Roig, amb una distància de 430 quilòmetres. Construïda entre el 111 i el 114, el seu objectiu principal era possibilitar un transport eficient de tropes i oficials del govern, a més de facilitar i protegir caravanes comercials de la península aràbiga. Va ser completada sota l'emperador Hadrià.

## Fortificacions

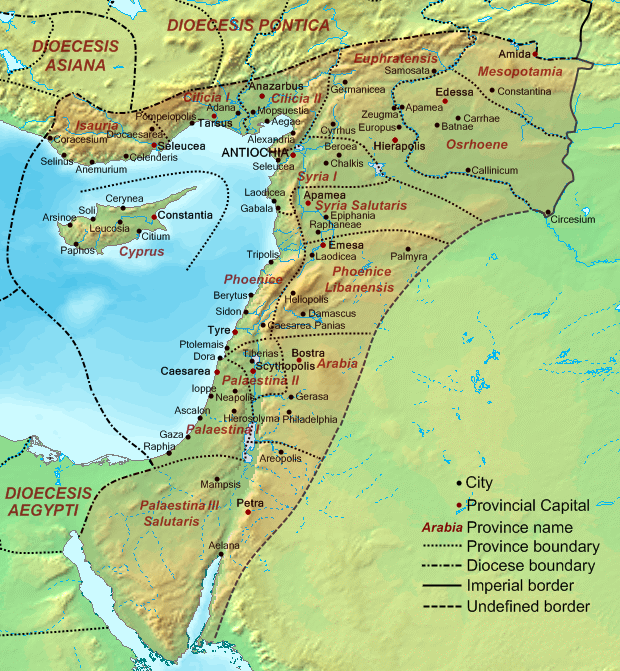
Diòcesi de l'Est al voltant del 400 dC

Durant la dinastia Severa (193–235 dC), els romans van enfortir les seves defenses a la frontera amb Aràbia. Van construir diverses castra (fortaleses) a l'extrem nord-oest de la Vall de Sirhan, i en van millorar les carreteres. Una fortalesa important era Qasr al-Àzraq, n'hi havia una altra a Humeima (en llatí, Auara) de finals del segle II dC, a la Via Nova de Petra fins a Aila, on podrien haver residit fins a 500 tropes auxiliars. Probablement va ser abandonada durant el segle quart.
L'emperador Dioclecià va dividir l'antiga província d'Aràbia transferint la regió meridional a la província de Palestina. Més endavant al segle iv, Palestina es va partir en tres províncies, i la meridional va acabar rebent el nom de Palestina Tertia. Cada província era administrada per un praeses amb autoritat civil i un dux amb autoritat militar.
Dioclecià va començar una important expansió militar a la regió, construint castella, torres de vigilància i fortaleses al llarg del costat del desert a l'est de la Via Nova. Aquesta línia de defensa s'estenia del sud de Damasc a Wadi al-Hasa. La regió de Wadi Mujib a Wadi al-Hasa contenia quatre castella i un campament de legionaris. La frontera meridional de Wadi al-Hasa, que s'estenia al mar Roig a Aila (Aqaba), podria haver-se anomenat Limes Palaestina. En aquesta regió s'hi han identificat deu castella i un campament de legionaris. El terme es podria haver referit a una sèrie de fortificacions i carreteres al nord de Nègueb, des de Rafah al Mediterrani fins al mar Mort, o a la regió sota el control militar del dux Palaestinae, el governador militar de les províncies palestines.

## Soldats
Hi havia castra cada 100 km amb l'objectiu de crear una línia de protecció i control: al sud, hi havia la fortalesa de legionaris d'Adrou (Udruh, El Quweira), a l'est de Petra d'Aràbia. Probablement allotjava la Legió VI Ferrata, que fou traslladada de Lajjun (a l'actual Israel) per Dioclecià. És semblant en mida (4,9 hectàrees) i disseny a Betthorus (al-Lajjun a l'actual Jordània, a la plana de Moab, al sud de Wadi Mujib). Alistair Killick, que va excavar el lloc, el data a principis del segle ii, però Parker suggereix una data posterior, entre finals del segle III i principis del {{segle IV.
També podria haver existit un campament legionari a Aila (actual Àqaba), que ha estat excavat per Parker des del 1994. La ciutat era a l'extrem nord del golf d'Aqaba, on era un centre de trànsit marítim. Diverses rutes terrestres també intersecaven allà. La Legió X Fretensis, inicialment amb base a Jerusalem, fou transferida aquí, al terme de la Via Nova. Fins ara s'ha identificat una cortina de pedra i una torre, però no és clar si formaven part de les muralles de la ciutat d'Aila o de la fortalesa. Les proves suggereixen que la fortalesa fou construïda a finals del segle IV o a principis del segle V.
Progressivament es van retirar les tropes de la Limes Arabicus durant la primera meitat del segle vi, i van ser reemplaçades amb tropes federats àrabs, principalment gassànides. Després de la conquesta musulmana, es va acabar abandonant la Limes Arabicus, tot i que es van fer servir i reforçar algunes fortificacions els segles següents.